# Dehaasia titanophylla
Dehaasia titanophylla är en lagerväxtart som först beskrevs av Airy Shaw, och fick sitt nu gällande namn av André Joseph Guillaume Henri Kostermans. Dehaasia titanophylla ingår i släktet Dehaasia och familjen lagerväxter. Inga underarter finns listade i Catalogue of Life.